# Columbia (Kentucky)
Columbia és una població dels Estats Units a l'estat de Kentucky. Segons el cens del tenia 4.014 habitants.

## Demografia
Segons el cens del 2000, Columbia tenia 4.014 habitants, 1.554 habitatges, i 893 famílies. La densitat de població era de 450,5 habitants/km².
Dels 1.554 habitatges en un 24,8% hi vivien nens de menys de 18 anys, en un 39,9% hi vivien parelles casades, en un 14,5% dones solteres, i en un 42,5% no eren unitats familiars. En el 40,3% dels habitatges hi vivien persones soles el 22,1% de les quals corresponia a persones de 65 anys o més que vivien soles. El nombre mitjà de persones vivint en cada habitatge era de 2,12 i el nombre mitjà de persones que vivien en cada família era de 2,84.
Per edats la població es repartia de la següent manera: un 18% tenia menys de 18 anys, un 19,1% entre 18 i 24, un 23,1% entre 25 i 44, un 19,1% de 45 a 60 i un 20,6% 65 anys o més.
L'edat mediana era de 36 anys. Per cada 100 dones de 18 o més anys hi havia 78,6 homes.
La renda mediana per habitatge era de 22.861$ i la renda mediana per família de 31.344$. Els homes tenien una renda mediana de 23.906$ mentre que les dones 21.000$. La renda per capita de la població era de 17.836$. Entorn del 19,9% de les famílies i el 26,6% de la població estaven per davall del llindar de pobresa.

## Poblacions més properes
El següent diagrama mostra les poblacions més properes.